# Sylvia Daniel
Sylvia Daniel (* 11. September 1950 in Affinghausen; † 27. Mai 2010 in Hannover) war eine deutsche Zeitarbeits-Unternehmerin und Stifterin.

## Leben und Wirken
Geboren in einer Kleinstadt zu Beginn des Wirtschaftswunders, absolvierte Sylvia Daniel eine Ausbildung zur Hotelfachfrau. Im Jahre 1984 gründete sie gemeinsam mit ihrem Ehemann Martin Weiß die ZAG – Zeitarbeits-Gesellschaft GmbH, die bundesweit auf rund 90 Geschäftsstellen expandierte und rund 10.000 Zeitarbeitnehmer beschäftigte.
Darüber hinaus engagierte sich die Unternehmerin mit ihrem Ehemann auch in sozialen Bereichen. 2007 gründeten sie die ZAG-Stiftung Pro Chance, deren satzungsmäßige Aufgabe als gemeinnützige Stiftung vor allem die Förderung von Kindern und Jugendlichen in der Region Hannover ist. Pro Chance zählt zu den größten Stiftungen privater Natur in Deutschland.
Die von ehemaligen Mitarbeitern als „Unternehmerin mit viel Herz und Seele“ beschriebene Sylvia Daniel habe bis zuletzt das operative Geschäft der ZAG mitbestimmt, bevor sie im Alter von 59 Jahren nach schwerer Krankheit starb.

## Ehrungen
Nach einem Ratsbeschluss vom 9. Dezember 1999 sollen zukünftige Benennungen von Straßen, Wegen, Plätzen und Brücken der niedersächsischen Landeshauptstadt Hannover überwiegend nach Frauen benannt werden, da mit Stand vom August 2011 von den 3486 Örtlichkeiten dieser Art in Hannover bisher nur 157 nach Frauen und 1208 nach Männern benannt wurden. Sylvia Daniel wurde als eine von zahlreichen weiteren vorgeschlagen, der eine entsprechende Örtlichkeit gewidmet werden könnte.